# Tacrin
Tacrin ist ein reversibler Hemmstoff der Acetylcholinesterase und wurde in den USA als erste Substanz dieser Gruppe zur Behandlung der Alzheimer-Krankheit zugelassen (Handelsnamen: Cognex; Romotal). Der Wirkstoff führt dabei zu einer Verbesserung der kognitiven Leistungen. Er wirkt indirekt parasympathomimetisch.
Bei etwa 50 % der Patienten ergaben sich jedoch Hinweise auf eine Hepatotoxizität.